# یامازاکی یاسویو
یامازاکی یاسویو (به ژاپنی: 山崎保代 Yasuyo Yamasaki); ۱۷ اکتبر ۱۸۹۱ – ۲۹ مهٔ ۱۹۴۳) فرد نظامی و فرمانده نیروهای ژاپنی در جزیره آتو در طی نبرد آتو در جنگ جهانی دوم، اهل ژاپن بود.
وی همچنین برندهٔ جوایزی همچون نشان خورشید فروزان شده‌است.

## نبرد آتو
در تاریخ ۲۹ مه ۱۹۴۳، آخرین نیروهای ژاپنی ناگهان در نزدیکی خلیج ماسیکیر در اولین و تنها مورد نمونه بانزای به خاک آمریکا حمله کردند. یامازاکی یاسویو فرمانده یه حمله بود. یامازاکی یاسویو در همان روز با یک شمشیر سامورایی در دست کشته شد. کل نیروهای ژاپن تقریباً تا آخرین نفر کشته شدند: فقط ۲۹ زندانی گرفتار شدند که هیچ‌کدام از آنها افسر نبودند. تیم‌های تدفین ۲٬۳۵۱ کشته ژاپنی را به حساب آوردند، اما فرض بر این بود که صدها نفر دیگر در اثر بمباران در طول جنگ دفن شده‌اند.